# 90P/Gehrels
Pour les articles homonymes, voir Gehrels et Comète Gehrels.
90P/Gehrels, aussi connue comme Gehrels 1, est une comète périodique du Système solaire, découverte le 11 octobre 1972 par Tom Gehrels à l'observatoire Palomar en Californie.